# 大神 (游戏)
《大神》是由卡普空旗下的四叶草工作室（现已解散）开发並由卡普空发行的动作冒险游戏，游戏最初于2006年4月20日在PlayStation 2平台发售，后又以移植、高清复刻等形式在多个其他平台发售。游戏故事背景取材自日本神话、传说、童话等等。讲述八岐大蛇为祸人间，于是天照大神降生于世间退治怪物，并重拾原本属于自己的十三笔神神力。游戏中出现了许多日本神话、传说、童话中的人物，共冶一炉一同演出故事。游戏以毛筆水墨的卡通渲染所营造的画面而知名，充满创意的笔调系统也是游戏的卖点。
本作于推出后在Wii上复刻，并将于2012年底在PlayStation 3再次以高清模式复刻发行《大神 絕景版》，2017年12月再度高畫質化移植到PlayStation 4、Xbox One、Windows等平台，又於2018年移植至任天堂Switch並追加觸控及體感多種指令玩法。此外，卡普空于2010年發行了本作的续作《大神传 ～小小太阳～》，於任天堂DS平台上推出。

## 游戏系统
本作系统主要分成战斗部分以及解谜冒险部分。而其中的笔调系统是贯穿两大部分的重要系统，无论是剧情推动还是战斗解谜都不可或缺。

### 三神器
天照所操纵的三种基本武器，分别是镜、剑、勾玉，都是源于日本神话中的三神器以及十神宝。其中部分镜与剑都是同一物品的不同称呼，但游戏中当成不同的道具来处理。介绍时括号中内容为对应物品。

武器一次可以装备两件，分别有表神器与裏神器两栏。而根据装备的不同，其对应天照的主攻击和副技能发动方式也会不同。而表神器裏神器同时为一种道具时则能力加强，比如同时装备剑攻击力上升，同时装备勾玉的话射击间隔会变得极短。

另外，使用道具可以强化装备，但每个装备都只能强化一次。

#### 镜
镜装备在表神器的时候为三连攻击，学习技能后最多可以五连击。裏神器的时候为防御反击技（抵挡住敌人攻击，并对小型敌人发动投技）
真经津镜
初始武器，攻击力以及速度一般。
神兽镜
在遗迹中获得的神圣之镜，因刻上神兽的模样而得名。装备后，笔调系统可发动「画点」技能攻击敌人。
冲津镜
在商人手中的神圣镜子，一般认为上面刻有轮回之理因此价格很高，在游戏初期比较难购买到。装备到裏神器的话副技能不是投摔技，而是将敌人的攻击吸收并转化为自己的HP（太阳器），而分量按照发动时机判断。
边津镜
商人手中的高级商品，代表知识、力量、信仰三位一体。攻击力比较高。
八咫镜
燃烧着熊熊圣火的至圣之镜，是作为天照收回全部笔魂的证据。游戏中自动获得，但不会继承到第二輪。装备本身带有火焰属性，可以被笔调系统利用。

#### 剑
剑为表神器时与镜类似但攻击力更强，可蓄力，并且最多可以学习到四段攻击。裏神器装备时为另一种蓄力攻击方式。
都牟刈大刀
击倒八岐大蛇后获得。
七支刀
刀刃分叉成七条的大刀，攻击力比都牟刈大刀强。装备后可使用「画点」。在西安京的武器商人處購得。
草薙剑
拥有退治妖魔神力的神剑，刀刃发出墨绿色光芒。在鬼島打贏九尾後可得到。
八握剑
传说中八手战神所持之剑，装备后可使用「画点」，而该技能的攻击力是所有装备中最高的。在一吋的家鄉中商人處可購得。
天丛云剑
从真八岐大蛇身上获得的最强之剑。游戏中自动获得，但不会继承到第二輪。装备本身带有雷电属性，可以被笔调系统利用。

#### 勾玉
勾玉为表神器时是距离广、速度快、攻击多段的鞭子式攻击，但单次攻击耗血少。装备在裏神器时为射击。
足玉
寄宿着神通力的勾玉，攻击力比较低但攻击速度以及连击数多。在淨化完森林後可在樹前出現的寶箱中獲得。
生玉
比足玉更高级的勾玉，裏神器装备时为霰弹式射击，不能连射。在打贏風神宮中的BOSS後可獲得。
道返玉
寄宿着清廉之光，拥有净化之力的美丽绿色勾玉。裏神器装备时勾玉的最大连射数可达到其他勾玉的两倍。在打贏寶帝腹中的BOSS後可獲得。
死返玉
将徘徊人间的恶灵送入黄泉的勾玉。裏神器装备时攻击范围更广。可在北國"神威"的商人手中購得。
八尺琼勾玉
不知为何在最终战前的商店（於西安京的武器商人手上亦可）中可供购买的最强勾玉。裏神器装备时连射攻击有如激光一般的威力，且数量无限。自身装备本身带有冰雪属性，可以被笔调系统利用。不会继承到第二輪。

### 十三笔神（笔调系统）

图中为使用笔调系统的效果。玩家可以在画面上随意画出自己需要的图案

游戏中将画笔画出的图案转化成功能的系统，也是本作中的核心系统。

故事中这些能力原本都由天照所持有，但由于与八岐大蛇作战而将这些能力都散失了。天照复活的时候仅保留「天照」能力。

而十三笔神的原型除了猫都来源于中国古代学说地支（十二生肖），在游戏中均为纯白色身上有红色条纹的模样登场。
断神·一闪（子）
专司攻击破坏的笔神，形象为嘴里含着巨剑的老鼠。使用时在画面划出一条直线即可。断神在游戏中使用度是最高的，除了可以在战斗里攻击敌人，还可以在平常冒险中切开障碍物等。但某些东西断神是无法切开的，这个视情况而定。另外可以强化为「二式」以及「三式」（进阶），强化后可切开更多东西，比如铁石等。
冻神·吹雪（丑）
专司冰雪的笔神，形象为驮着法螺的牛。使用时画出场景中冰块与目标之间的引线。另外在画面中划出类似「＊」的符号可使用不需學習的隱藏奧義「冰嵐」，而该笔神还可以配合八尺琼勾玉使用。
击神·迅雷（寅）
专司雷电的笔神，形象为背着弓的老虎。使用时在画面画出场景中雷电与目标之间的引线便可。可以學習强化出奧義「雷光」。而该笔神还可以配合天丛云剑使用。
弓神·月光（卯）
专司月亮的笔神，形象为拿着杵（舂米或捶衣的木棒）的兔子，因为日本传说中认为月亮上有只兔子在打年糕。使用时在画面画出半圆的弧线即可。效果是能够让当前时间进入晚上，这对于解谜有很大用途，因为有很多隐藏要素是需要在夜晚进行的。
苏神·画龙（辰）
专司复原的笔神，形象为缠绕着画卷的龙。使用时只需对需要复原的地方涂画便可。
濡神·水乡（巳）
专司水源的笔神，形象为装在密封水瓶的蛇。使用时在画面画出场景中水源与目标之间的引线便可，如果水面上有水泡的话，对其画向上的直线就能形成水柱让天照前往一些平常进去不了的区域。可以學習强化出奧義「惠雨」以及「水飞」，前者为水屬全屏攻击，後者則是在各個人魚之泉之間移動。
风神·疾风（午）
专司疾风的笔神，形象为背着团扇的马。使用时在画面中画出漩涡或者风吹的符号便可。可以學習强化出奧義「龙卷」，使用时在画面中画出一个「三」字便可（實際上只要畫「- - -」即可）。
幽神·雾隐（未）
专司时间的笔神，形象为背着葫芦的绵羊。使用时在画面中画出一个「二」字便可（實際上只要畫「- -」即可）。这个笔神的功能是发动后使时间变慢4秒。可以學習强化出奧義「雾飞」，能够在特定储存点中移动。
三神·樱花（申）
咲之花神·花咲
专司开花的笔神之一，形象为吹着笙的猴子。在枯朽、变黑的树木上画圆圈能使其开花。
莲之花神·水莲
专司开花的笔神之一，形象为吹着横笛的猴子。在水面上画圆圈就会出现一片荷叶，供天照立足。
茑之花神·茑卷
专司开花的笔神之一，形象为拿着钹的猴子。当看见发着光的桃花可以画引线，将天照拉过去。另外部分敌人也需要用到此笔神击退。
燃神·紅莲（酉）
专司火焰的笔神，形象为叼着烟枪，全身着火的鸡。使用时在画面画出场景中火焰与目标之间的引线便可。而该笔神还可以配合八咫鏡使用。另外可以學習强化出奧義「爆炎」，给予敌人莫大的伤害。
天照·光明（戌）
天照自己的能力，在天空画圆就会让太阳出现，时间进入白昼。经常搭配弓神使用。
爆神·辉玉（亥）
专司焰火的笔神，形象为踩着烟火弹的猪，身后还有几只叼着蜡烛的小猪。使用时在画面画出圆圈加一笔（类似于「Q」）就会出现一颗烟火弹，片刻后会爆炸给予敌人伤害。除此之外还可以炸开某些隐藏通道的入口。可以强化技能「二式」以及「三式」。
壁神·壁足（猫）
专司走壁的笔神，形象为趴在屏风上的猫。使用时以壁神神像为起点画出线条，那么墙壁上发光黄色有猫脚印的地方就会产生效果，跳上去天照就能粘住墙壁。

### 幸玉与太阳碎片
幸玉
游戏中一项用来加强天照自身能力的。而获得幸玉的途径是做善事。
比如喂食小动物，帮NPC完成任务，让枯萎的树木重新开花等都能获得幸玉。而获得的幸玉可以用来强化（增加）太阳器（HP）、墨水（使用笔调系统的能量）、异袋数、金钱数上限。而部分剧情完成后也会获得幸玉，这些幸玉都能够在多周目中继承。
太阳碎片
游戏过程中获得的道具，每集合三片就能增加一个太阳器（HP）。但效果不能在多周目中继承。

### 其他重要道具
妖怪牙
战斗中获得的道具，可以用来兑换其他稀有道具，而获得办法有：
1. 击败敌人，当敌人处于浮空的时候使用特定的笔调攻击
2. 对敌人使用技能「神业·无礼」或「神业·无礼讲」

在游戏过程中可以不断收集的道具，当全部100颗收集完毕就会得到道具。注：第100颗はぐれ珠是在第一次破關結局時自动获得的，因此需要收集的只有前99颗。

游戏中最强的道具，装备后体力与墨水均无限，同时攻击力为10倍。
黄金砥粉
用来强化装备的道具，可购买或者做讨伐任务获得。

## 劇情簡介
一百年前，英雄伊邪那岐讨伐大怪物八岐大蛇。而在讨伐途中，伊邪那岐得到拥有神秘力量的白狼白野威（即天照大神）的强力帮助。最后八岐大蛇终于被封印了，但白野威由于被其所伤而奄奄一息，最后再也没有醒来。得知此事的神木村民们为其塑造了一尊雕像，一来纪念白野威，二来希望白野威在天之灵保佑神木村世世代代。
百年后，封印着八岐大蛇的宝剑「月呼」不知道被谁拔去了，而怪物八岐大蛇再一次甦醒。但木精·咲耶姬（木精·サクヤ姫）用自己的力量，将“真经津镜”附到白野威的神像上，复活了天照。为了打倒怪物及为了让中津国恢复安宁，天照与一寸展开了旅程。

## 登場人物
天照（アマテラス、アマ公）
故事主角，原型为日本神话体系中的主神天照大神。其外貌是一只白狼，也就是百年前帮助伊邪那岐的白野威（シラヌイ）。
百年前退治八岐大蛇时神通力全部遗失了，四散在世界各处。而这次再次复活，不仅仅是为了重新封印八岐大蛇，还为了重新寻回自己的所有能力（十三笔神）。由于是天神，天照在走路的时候地面会生出花朵来。力量全盛的时候天照十分厉害，在故事后期对抗双子魔神时候可以遇到百年前的天照。
天照在一般人眼中只是一只白色的普通狗（狼），只有那些拥有神通、莫大信仰心的人才能看到天照的真正姿态。
另外，天照的原型天照大神原本是女性神，而游戏中天照像是雄性撒尿的姿势，也可当成是象征狼族雌性最高地位的表现（狼族一般由一对地位最高的雌雄来繁殖后代，某些拥有权利的雌狼会有以上行为。）。只不过，在开发资料中性别填写则为「小狗」（わんこ），因此狼型真实性别还是充满议论性。（备注：大神传已公认白野威为小天照的母亲，即太阳女神天照。）
一寸（イッスン）
故事中一直伴随着天照的角色，因为太小了，一般时候只是一团绿色的小光芒在天照头上跳来跳去。其家族是将诸神模样画下来，向各处传播信仰的「天道太子」。一寸出生北国，操一口江户口音，性格倔强好胜，充满侠义情怀，但同时又对美貌女子十分心软。作为旅行绘师，身手也十分不错，身配名刀「电光丸」。雖然不及天照大神的威力，但也可以使出「筆業」。游戏中，其他角色多以「玉虫」，「金虫」来称呼他。
天照裝備了神飾「スリの手袋」後，一寸便能夠參與戰鬥，竊取敵人寶物的同時進行攻擊，初始攻擊力很低（只有100點），但攻擊力會隨著偷竊次數而增加（每偷一次增加2點），最後會超越所有武器，成為遊戲中攻擊力最高的角色（偷竊次數6萬5535*2+基本攻擊力100=攻擊力13萬1170點）。
原型为同名日本传说人物一寸法师。
木精·咲耶姬（木精サクヤ姫）
拥有高灵力的木精，是她将天照复活的。现在全国各地的「塞之芽」是她的分身，但由于在强力对抗妖气，现在的咲耶姬灵力已经大不如前了。在游戏中咲耶姬的装扮十分性感。
蜜柑爷爷（ミカン爺）
神木村村长，一直以来打理着村子。但不知道为何头上顶着一个蜜柑。对于神木村的神树枯萎一事十分在意。现正禁酒中。
同时，蜜柑爷爷是一支独传的秘技·真神乐的传承者，开花爷爷的师傅。而他十分希望利用秘技·真神乐来让神木村的神树重现生机，但真神乐需要喝益荒男（日本酒）来催动。
八朔爷爷（ハッサク爺）
百年前的神木村村长，样子跟蜜柑爷爷很像，但头上顶着的是八朔。估计是蜜柑爷爷的祖父。
蜜柑婆婆（ミカン婆）
蜜柑爷爷的妻子，经常烦恼没有晾衣服的杆子。如果你能帮她解决这个问题，那么在晚上去她家跟她对话她就会用豪鬼的著名必杀技「瞬狱杀」来为你制作樱花饼。
八朔婆婆（ハッサク婆）
八朔爷爷的妻子，估计是蜜柑婆婆的祖先。
大剑士须佐之男（スサノオ）
传说中的英雄伊邪那岐的后代，但也有人不这么认为。这是因为须佐之男行事懒散，又喜欢邀功夸口，完全没有给人英雄后代的感觉。但他却被天照所认可，不知道是不是他真的拥有旁人看不见的才能。另外，由于是英雄后代，因此他能够看到天照的真实面目。
而拔去月呼并让八岐大蛇复活的人正是须佐之男。他生性好强，但又因为懒散而令旁人白眼。于是他一直怀疑着自己的能力以及自己的血统，甚至怀疑百年前的事情并不是真的，因此拔去月呼，谁知道却因此导致了八岐大蛇的复活。
经过一连串的经历以及挫折，最后须佐之男像先祖伊邪那岐那样再一次地封印了八岐大蛇，并重获信心。
原型为同名的日本神灵。
英雄伊邪那岐（イザナギ）
百年前与白野威一起退治八岐大蛇的英雄，须佐之男的祖先。性格作风与须佐之男一模一样，但不同的是他确实拥有强大实力，除了剑以外还会耍刀以及一些小妖术。他不知疲惫的个性在现在的作品中也是首屈一指的。
原型为同名的日本神灵。
酿酒人奇稻田姬（クシナダ）
酿酒的名家，性格温柔善良，待人接物总是十分亲切。而须佐之男一直暗恋着她。
原型为同名的日本神灵，是须佐之男的妻子，司稻穗、农作之事。
伊邪那美（イザナミ）
同样是酿酒名家，在百年前成为了八岐大蛇的祭品。但由于伊邪那岐以及白野威的退治而保住了性命，并从此以后与伊邪那岐在一起。性格外貌与奇稻田姬很像，所以估计两人之间有血缘关系。
原型为同名的日本神灵。
大国主（クニヌシ）
在游戏ENDING画面中出现的小孩子，设定中是须佐之男与奇稻田姬的孩子，三岁就是个剑术高手。
原型为出云神话中与天照对应的神，神格为大地。
ムシカイ
喜欢恶作剧的少年，饲养着一只叫「小隼」的狗。总是希望天照能够与「小隼」决一高低。手里总是拿着绑住蜻蜓的绳子。
ムシカイ之母
ムシカイ的母亲，总是一个人守护着自家的田地。要是谁敢肆意入侵破坏的话，她就会施以铁拳制裁。
小隼（ハヤブサ）
ムシカイ的爱犬，两个就如亲友一般。最高纪录试过连续挖出9根萝卜。
其真正身份是里见八犬士中的一员·忠狗。真正的小隼在跟ムシカイ的父亲散步的时候被妖怪杀害了（也因此父亲没有出场），而在场的忠狗因为真正的小隼对它说「ムシカイ就拜托你了」而毅然留在ムシカイ身边保护母子两人。因为同为甲斐犬，因此谁都没察觉到。
ナゾカイ
百年前神木村的少年，估计是ムシカイ的祖父。看见天照还以为是前来监视的白野威，因此十分生气想要打它。外貌与ムシカイ十分相像，但不同的是他手里拿着的是绑住遮光器土偶头部的奇怪物体。
玉屋老师（タマヤ）
居住在神州平原的烟花师，对自己的手艺十分热情，就算经历多少次失败也绝不气馁。他的绝技「大轮一点星 黑夜中的爆裂Boy之舞」（大輪一番星 真夜中の爆裂ボォイ の舞）能够让烟花交替出现猪、鹿、蝶的图案。
玉屋是日本江户时期著名的烟花师傅。
连名字也没有的男人（名も無き男）
住在神州平原花咲谷前的陶器师傅，对陶器制作十分着迷。
小柄鬼斩斋
小柄流的当家，武术高手。目前在各地经营的道馆艰难地维持着。平常的性格十分温厚，但一旦向其讨教武术他的头就会倒过来并且变成严格淋漓的武术之鬼。
游戏中负责传授天照各种非笔调系统的技能，比如紧急回避、二段跳等。
山茶花姐姐（サザンカ）
带着妹妹四处旅行的女性。不知为何，她对于神灵的存在持否认态度。
椿妹妹（ツバキ）
山茶花的妹妹，性格单纯天真，与姐姐四处旅行。另外，她能够看见天照的真实姿态，这是因为实际上她是天神族的后代，其祖先为中津国带来了「塞之芽」。
牛若（ウシワカ）
经常出现在天照面前的阴阳师，总是会留下莫名其妙的预言。说话的时候经常会混杂英语。
另外他还是西安京「阴阳特搜队」的队长，负责神州平原里十六夜之祠的警备。而他四处活动的目的是为了寻找拔去月呼的犯人，还提及了月呼並不是那么轻易能拔起的。
实际上，牛若与辉夜姬一样都是月之民。正是他驾驶着方舟大和来到了高天原，从而引发了以后的故事。天神族滅亡的時候，他是方舟大和內唯一的倖存者。最終戰與天照一起跟常闇之皇決鬥，並在故事最后一同往高天原前进。
牛若即指牛若丸，源义经小时候的乳名。不过故事中他并没有与辨庆有交集。
安倍（アベノ）
阴阳特搜队的新人队员。因为入队的时候过于匆忙了，遗失入队证明的面具。一直憧憬着牛若队长。
カリウド
住在アガタ森森林的猎人。除了狩猎外也十分擅长钓鱼。名字与日语的「猎人」同音。
コカリ
カリウド的儿子、梅太郎的主人。与梅太郎有很深的感情与羁绊。拥有钓鱼才能，并为此努力。但内心十分软弱，在梅太郎失踪以后只知道在哭泣，被一寸称为「爱哭鬼」。不过天照带回梅太郎以后就坚强起来了，并与其一起在森林中探险。
不知为何，他的鱼竿是没有钓线的……
梅太郎
一直保护着コカリ，与其有十分深厚感情的勇敢小狗。不过经常被怪物吃掉。其正体是里见八犬士中的一员·仁狗。
韦陀天（イダテン）
在神州平原负责送货的飞脚（日本送货人的称呼）。可以与其挑战速度。
疾风（ハヤテ）
在两岛原负责送货的飞脚，是韦陀天的弟弟。可以与其挑战速度。
占卜婆婆（ぼくせんババ）
在アガタ森林洞窟中的占卜人，给一定费用她就会替你占卜（游戏提示）。
大槌（オオツチ）
「土龙愚连队」的队长，十分喜欢欺负人，并且会让路过的小孩交过路费。其形象是一只鼹鼠。
小槌（コツチ）
「土龙愚连队」的队员，总共有4只。都是大槌的小弟们。
剪舌婆婆
日本童话《剪舌麻雀》裡的主角老奶奶。与原作一样是个凶恶的老太婆，并且在月光的照应下就会显出真身……
剪舌爷爷
同为《剪舌麻雀》裡的主角老爷爷。但与原作善良的性格不同，在游戏里也与剪舌婆婆一样十分凶恶。
雀组（スズメ組）
在笹部乡经营者温泉旅店的团体。不过由于温泉枯竭了，现在赤字运营中。
ジャンバ太夫
雀组的老大，十分溺爱自己的女儿。只会发出「啾」这样的声音，他在说什么恐怕只有他的族人们才能知道了。
春雀太夫
ジャンバ太夫的千金，温泉旅店的看板娘，被剪舌爷爷和剪舌婆婆抓走去了。不知为何，不喜欢一寸。
竹取翁
出自《竹取物语》同名人物。在游戏中他一边做着竹子工艺品一边养着捡回来的女儿辉夜姬。
辉夜姬（カグヤ）
出自《竹取物语》同名人物。在游戏中是一个金黄头发的女性，被宝帝抓走了。
实际上她是月之民，最后她会乘坐着十分像现代火箭的工具返回自己的世界。
伏姬（フセ姫）
出自《南总里见八犬传》同名人物。在游戏中是守护风神宫的里见一族巫女，头上会有像犬耳的发型。
八犬士
出自《南总里见八犬传》，与原著不同的是游戏中的八犬士是真正的狗。而对应是：仁狗为柴犬、义狗为西伯利亚雪橇犬、礼狗为波音达犬、智狗为日本绒毛犬、忠狗为甲斐犬、信狗为拳师犬、孝狗为柯利牧羊犬、悌狗为土佐犬。
八房（ヤツフサ）
出自《南总里见八犬传》，伏姬的丈夫，死后为了守护风神宫而成为了地缚灵。他能够看出天照的原型是一位美丽的女性。
与原著不同的是游戏中的八房是人，而原著中是狗。
与一（ヨイチ）
十分喜欢苹果的兵士，擅长射箭。一直在不断旅行来挑战自己。
桃太郎
一直在寻找着妖怪退治游戏的伙伴，曾经邀请天照。
开花爷爷（花咲爺）
居住在西安京，是蜜柑爷爷的徒弟。懂得蜜柑爷爷亲自传授的秘技「椿神乐」，但一直没机会施展。与蜜柑爷爷相似的是，头上有一株未开的樱花。
辨慶（ベンケイ）
四处锻炼武术的破戒僧，现身在西安京的湖边一个形似五条大桥的地方垂钓被称为「活着的太刀」的鱼。
但与原型人物不同的是，游戏中的他与牛若（源义经）没有交集。
スリの早蔵
在西安京行窃的小偷，一直对自己的脚力很骄傲。只可以在晚上的特定位置用特定方法才能看见他，每晚可以跟他挑战脚力一次（迷你游戏）。
阿国
在西安京宝帝寝殿外玩耍的女孩，会唱关于水龙的歌谣。
源内（ゲンナイ）
在西安京五重塔最顶端居住的发明家，一直在研究者相对论以及机巧装置。
乙姬（オトヒメ）
龙宫现任主人，龙王的妻子。为了帮助天照退治妖怪九尾，她化身成神龙冲破鬼岛的结界，搭成龙桥。在龙王死后继承他的位置，并养育着他们的孩子。
龙王（ワダツミ）
乙姬的丈夫，第27代龙神族族长。在九尾入侵龙宫的时候，为了保护龙族而化身为水龙。虽然成功击退了九尾，但因体内封印着九尾的妖器「狐管」而使自己丧失心智，成为在两岛原海域攻击人类的狂暴水龙，高丽丸（破难船）也是因遭其撞击而沉没。
女王卑弥呼（ヒミコ）
原型为古日本邪马臺国同名女王
在游戏中是邪马台一族的族人，西安京的女王。一直治理着西安京，并为它日夜祈祷。拥有神通力的同时也是个美貌女子，借由祖传的「千里水晶」而能预知未来，知晓一切也包括了自己的死亡。
后来为了得知鬼岛的具体位置，不惜舍身被九尾杀害。
葛御（ツヅラオ）
馅刻寺的住持，拥有强大法力的妖艳尼姑。一直帮助卑弥呼治理西安京（摄政）。
原型分别为传说中吃下人鱼肉而不老不死的女尼僧八百比丘尼及上古妖兽九尾妖狐。
但真正的葛御已经被九尾所杀，尸体被遗弃在馅刻寺的井里，天照所看见的是九尾伪装而成的分身。但九尾杀害卑弥呼的时候，其本身的亡魂引导着天照从暗道进入卑弥呼的宫殿。
另外，ツヅラオ的汉字还可以写作九尾或者九十九尾，暗指其真身。
宝帝
西安京的贵族首领，拥有大量珍稀物品，可用妖怪牙向其交换。身陷九尾的阴谋被将疫病（エキビョウ）埋伏在其体内，并使西安京笼罩着一层使人身体痛苦的毒雾。
渔夫浦岛（ウラシマ）
一名普通的渔夫，总是被小孩子欺负。自称年轻时曾经被龙宫派来的虎鲸丸带往龙宫一游，回来后就不老不死一只保持着那时候的样貌。
如果从龙宫里带回玉手箱并交给他，那么他就会恢复老年状态。
虎鲸丸
龙宫的使者虎鲸丸，拥有高超的游泳技巧。它会接送有资格的人前往龙宫。
オイナ族
住在北国カムイ的族人，全部都会戴着动物的面具。另外，他们还可以变化成狼状态，使用笔业在身上画圈可以切换型态。原型为日本少数民族阿伊努民族。
オキクルミ（意思为「拥有奇迹之力的人」）
住在ウエペケレ的青年，在双魔神复活的时候挺而带着宝剑「虎杖丸」（クトネシリカ）在村外讨伐怪物，希望宝剑能成为退治双魔神的神剑。
变成狼状态的时候十分厉害，在对战双子魔神的时候会与天照一起战斗。
原型为阿伊努人的同名神话人物。
カイポク
オイナ族的女子，与一寸是青梅竹马。虽然族人们都不理解オキクルミ的行为，但她一直支持着オキクルミ。拥有强烈的正义感，经常为在村外的オキクルミ而担心，族中的跑步健将，会邀请天照与其赛跑。
ピリカ（意思为「美丽的，可爱的」）
カイポク的妹妹，具有族长也望尘莫及的灵力，而被推举为引导火山爆发的巫女，但在玄日之冬来临前被双魔神（或其手下）)诱导至百年前的世界而遭真八歧大蛇胁持。
サマイクル（意思为「能够传达神托之人」）
オキクルミ的哥哥，现在的族长。性格比较温厚，喜欢读书研究，在前任族长疗伤时表现出刚肃的一面。原型为同名阿伊努族神话人物。
ケムシリ爷爷（ケムシリ爺）
オイナ族长老，原族长，非常喜欢狸。与一尺是老相識。为了保护世世代代的火山以及村子免被双子魔神的侵害，一直用灵力保护着村子，在仪式中遭到攻击而受伤。
一尺（イッシャク）
ポンコタン的村长，一寸的祖父。第六代天道太子，百年前与白野威一起讨伐八岐大蛇。视力大不如前但能以气息判断对象与气氛。

### 登场怪物
游戏中敌人（怪物）大多源自古代中国、日本的神话传说。
天邪鬼系
天邪鬼系列的怪物是游戏中最常见，也是最弱的一支敌人，以骚扰人类为乐。天邪鬼在日本传说中是专门唱反调，又性格别扭，因此在游戏中一些地方会成为搞笑的丑角。
绿天邪鬼
最简单的杂兵，游戏开始部分经常出现的敌人。普通攻击加一闪便可解决。
赤天邪鬼
拿着琵琶的天邪鬼，比绿天邪鬼高等。它会使用琵琶挡住普通攻击，用一闪即可破防。
黄天邪鬼
背着太鼓，一出现就会钻进地底发动攻击。需要它出现在地面的时候在其背后攻击。
青天邪鬼
挂在风筝上，飘在空中等待时机袭击的天邪鬼。需用将它从空中攻击下来才能更好的解决。
黑天邪鬼
天邪鬼中最高等的。它出现的时候身边会出现好几个漂浮着的发光骷髅头，破坏掉这些骷髅头即可攻击本体。
无头地藏系
在两岛原出现的一支敌人，较天邪鬼强，但实际上是天邪鬼的变形版。
无头地藏
特性与赤天邪鬼一样。
弃钟地藏
背着大钟的无头地藏，特性与黄天邪鬼一样。
光环地藏
背后有光环的无头地藏，特性与青天邪鬼一样。
斩首地藏
最高级的地藏，特性与黑天邪鬼一样。
生剥（なまはげ）系
原本是阿伊努族的神灵，后来演变成一种日本习俗，类似于中国的太岁。在游戏中，到达カムイ就会遇到这些怪物。
生剥
最简单的生剥，与绿天邪鬼类似。
菜刀生剥
拿着菜刀攻击的生剥，特性与赤天邪鬼一样。
大桶生剥
背着大桶的生剥，特性与黄天邪鬼类似，不同的是在地底移动的时候可以攻击到它。
唐伞生剥
拿着唐伞飞行的生剥，特性与青天邪鬼一样。
号炮生剥
拿着木桶喊叫的生剥，特性与黑天邪鬼类似。
埴轮系
埴轮是古代的日本的坟墓顶部和四周的陶瓷器皿的总称，在游戏中是这些器皿被寄宿上怨念后化为怪物。
埴轮战士
吹着横笛的战士，与绿天邪鬼类似。
埴轮武者
使用木剑攻击的埴轮，特性与赤天邪鬼类似。
埴轮鼓舞
背着大鼓的埴轮，特性与黄天邪鬼类似。
埴轮风筝
背着风筝在天空攻击的埴轮，特性与青天邪鬼类似。
埴轮将军
最高级的埴轮，特性与黑天邪鬼类似。
轮入道系
轮入道是日本妖怪之一。在游戏中为一木头车轮状，上面各有人的眼、耳、口、鼻器官，同时也各自有火、冰、电、风四种属性。
朱目轮入道
燃烧着火焰，中间有一只眼睛的轮入道。只要熄灭其火焰便可攻击本体。
冰唇轮入道
冒着寒气，中间有一双嘴唇的轮入道。只要融化其冰块便可攻击本体。
雷耳轮入道
闪着雷鸣，中间有一只耳朵的轮入道。可以使用風神能力对付。
天狗轮入道
周围吹着狂风，中间有一只天狗鼻子的轮入道。可以使用幽神能力对付。
云外镜系
在宝帝寝殿里出现的妖精，特性均与轮入道相似。
烈火云外镜
燃烧着火焰，上面描绘着怒者的云外镜。
冷艳云外镜
冒着寒气，上面描绘着女艺人的云外镜。
轰雷云外镜
闪着雷鸣，上面描绘着舞台艺人的云外镜。
阴风云外镜
吹来阵阵阴风，上面描绘着老者的云外镜。
鵺系
鵺系的最大特点是攻击到一定程度它们就会暴露弱点，对它们使用笔神能力就能击败它们。
鬼灯
背上包着樱花种子的妖怪，一阵攻击后会露出此时使用开花技能。
鵺
釜一样的妖怪，弱点与鬼灯类似。
雪童子
背着雪做外壳，里面裹着稻草的童子是其真身，攻击到一定程度会转为灰色并且尾巴着火，使用燃神能力融化掉其雪屋外壳。
乌天狗系
这个系列的怪物都是一直以飞行状态出现，要解决它们多半要将它们击落到地上。
乌天狗
如骸金鱼一般的怪物，用刀攻击，当其进入防御状态时使用一闪可以短暂破除。
骸金鱼
穿着衣服有蝴蝶翅膀的奇怪金鱼，用一闪可以将它们击落。
姑获鸟
来自中国的妖怪。在游戏中是拿着唐伞，使刀的长颈鸟怪。当他们张开唐伞防御时使用疾风笔业让其吹翻。
大天狗系
大天狗系的敌人都十分强横，需要耐性与适当的技术才能击退。
青入道
戴着巨大面具的入道。该怪物在一般状态处于无敌，只有当烟管熄灭，利用燃神的能力使其点燃才会露出破绽。
大天狗
比青入道还难对付的怪物，攻击力强，其亢奋时使用水乡笔业能使其镇静。
牛头鬼系
这个系列的怪物都是以类似半人马的样貌出现，都必须先破坏其防御装备才能有效攻击，也可使用雾隐能力绕到身后攻击。
牛头鬼
在カムイ出现的怪物，实际上是蜘蛛型怪物。
青鬼
双手拿着铁钩的怪物，表面有一块十分厚重的石壁面具。
赤鬼
与青鬼一样，不同的是拿着狼牙棒。
其他
其他形态各异的怪物。
守护土偶
遮光器土偶一般的怪物。
一郎丸、二郎丸、三郎丸
二郎丸与三郎丸是寄居在难破船上的怪物，形象分别是两只寄居蟹，合体以后会变成鲨鱼状的一郎丸。一郎丸是中BOSS一样的存在，而二郎丸、三郎丸的原型是出自手冢治虫的作品《多罗罗》。
袋狢
与BOSS女郎蜘蛛十分类似的怪物。
镰鼬
由三只属性为火、冰、雷的镰鼬合在一起攻击的怪物，攻击方式与轮入道类似。
管狐
会吸取天照墨水的怪物，是九尾的部下。
答选坊
像墙壁一样，挡住前进的怪物，必须在短时间内暗记下它的经络并点出才能退治。这个退治方法出自《北斗神拳》。
锁妖
锁住门口的妖怪，只要找到钥匙就能退治。
大入道
寄宿在难破船上如苔藓般的怪物，到后面让水位降低后可跳上带刺木桶碾压，退治后可获得大量幸玉。
疾风丸
在鬼岛中与天照比试速度的妖怪，只要胜过它的种种难题它就会自动消失。另外疾风丸是游戏中少数有比较详细的性格故事的妖怪，其精神也让一寸感到敬畏，也是少数出现在游戏封面（PS4）的类反派角色之一。
BOSS系
游戏中所遇到的BOSS，以出场顺序排列。
女郎蜘蛛
寄居在ツタ卷遗迹的巨大怪物，同時也是掳走梅太郎的怪物。它的体型十分之大，不能直接攻击。必须在一定条件下攻击它腹部裡的眼睛（共十个）才能使其受到伤害，遠距離可用一閃一次攻擊所有的眼睛。攻击方式有：
1. 当它举起蛋一样的物体并喝里面的东西时，用一闪破坏那蛋，就会短暂露出破绽。
2. 向上爬着的时候用一闪破坏蜘蛛丝，使其昏迷。
3. 利用「茑卷」笔神能力连接腹部的钩子，三个钩子均勾住的时候它就会有一段长时间的不能动弹。

赤兜（赤カブト）
在风神宫让神风无法流动的怪物，身形类似身披武士铠甲的斗牛，是因八岐大蛇而形成的怪物。头部正是八岐大蛇的其中一个头，平常全身燃烧着，使用风神能力使其火焰熄灭即可攻击本体。在攻擊本體前，必須先擊落其身上裝甲，可用數次一般攻擊或數發輝玉，若使用大破魔札則一發即可打落其裝甲。
八岐大蛇（ヤマタノオロチ）
造成世界混乱的元凶之一，八个头分别是炎、暗、风、水、雷、光、毒、土八种属性。需先用各种办法使其露出弱点再攻击本体。
对付方法均是在八个头之间徘徊，当其中一个头长大嘴巴吼叫的时候使用濡神能力将酒送到嘴里，两次左右那个头就会醉倒，反复如此。当有几个头醉倒以后，就能直接爬上身体攻击它背上的大钟。之后將其头逐个击破即可。
疫病（エキビョウ）
寄宿在宝帝体内的怪物，并使其病倒的元凶。外貌为身上插着无数剑刃的武士盔甲，会发出飞剑攻击。利用一闪反彈其藍色飞剑就会露出本体（名為「金釘」的藍劍）。
九尾（キュウビ）
自称妖魔王的巨大妖怪，居住在鬼岛。除了普通攻击方式，他还会使用天照一样的笔神能力。躲过它的攻击后，它会叼起七支刀，此时使用击神能力就能使其伤害。反复几次就会露出本体。
真八岐大蛇（真ヤマタノオロチ）
百年前的八岐大蛇，攻击方式与百年后八岐大蛇一样。
双子魔神モシレチク、コタネチク
オイナ族的大妖怪，分别成为黄金魔神モシレチク、白银魔神コタネチク，外貌都是机械猫头鹰的样子，不同的是身上的时钟表盘。
在第一戰時與白野威共同退治，當時只有コタネチク登場。此戰呈現出百年前天照的力量。
在第二戰時与オキクルミ一起退治，利用它身上的弓箭能够有效伤害它们。由于它们的攻击方式多样，其他时候多多利用笔神能力便可。
常暗之皇
别名「空亡」，游戏中的最终BOSS，寄宿在方舟大和的巨大机械怪物。由于拥有多重形态，战斗时间将会十分漫长。
一开战它会夺取掉天照的所有笔神能力，此时只能不断攻击一点一点地取回，然后利用取回的笔神能力击退它的攻击。
最后它会变成一只大手状的怪物，必须使用「天照」能力使其露出本体攻击。
另外，在游戏《龙之子 VS Capcom》中常暗之皇作为最終魔王登场。且BGM同樣採用與原作相同的「日出（太陽は昇る）」。

### 地名
中津国（ナカツクニ）
游戏故事的主要舞台，形状与日本本州非常相似。在神话中，中津国是日本的异名。
神木村
故事中十分重要的村子，是蜜柑爷爷他们的家园。百年以前，神木村一直有着为八岐大蛇准备生人祭品的悲哀习俗。
伊邪那岐洞窟（イザナギ窟）
神木村近郊的洞窟。为了歌颂英雄伊邪那岐而建造的洞窟，但神像上的剑已经损坏，上面布满青苔。
花咲谷
有着美丽花朵的山谷，有一株名为「泷樱」的神木。
神州平原
中津国最美丽的平原。东临ハラミ湖，南有アガタ森林，中央是塞之芽。
ハラミ湖
神州平原东面的湖。湖中就是十六夜之祠。
十六夜之祠
ハラミ湖中央的祠堂。里面的宝剑月呼封印着八岐大蛇。
アガタ森林
茂密神秘的森林，里面有塞之芽。
另外游戏的主创者神谷英树的出生地日本长野县松本市确实有一个アガタ森林公园（あがたの森公園）。
ツタ卷遗迹
古老的遗迹，中央有一个很大的遮光器土偶石像，里面最深部是女郎蜘蛛BOSS战场地。
高宮平（たかみやだいら）
アガタ森林外的平原，是通往关所、草薙村、笹部乡的要道。拥有一株神木「风樱」。
草薙村（クサナギ村）
风神宫的村庄。由于赤兜将神风阻止了，现在充满妖气。建立在成为神路岳（かみじだけ）的山腹中，因此高低差十分明显。
风神宮（かぜじんぐう）
里见家族代代守护的神社，从这里的大风车吹出的神风让怪物不敢接近。
笹部乡（ささべきょう）
只有心境纯洁的人才能发现入口的神秘境地。雀组在这里建立了温泉旅馆。
关所
链接高宫平与两岛原的地方，有一条巨大的桥。
两岛原（りょうしまばら）
西安京临海一代的地方，有塞之芽。东面有馅刻寺，西面海面有一艘叫难破船的，已经变成岛礁的失事船只。原型是岛原半岛。
西安京（せいあんきょう）
中津国的京城。原本由宝帝统治，宝帝病倒后由卑弥呼代为管治，但实际上是由葛御摄政。西安京一分为二，分为庶民街与贵族街。
龙宫
乙姬与龙神族族人们的城市，在两岛原北部海底。在天望峡的天鸣门能够将通道打开。
鬼岛
妖怪九尾的基地，日落时与太阳一起消失，日出时又跟太阳一起出现的诡异之岛。由于是从海面突然出现的，卑弥呼一直在想办法找出它的具体位置。
鬼岛一地的概念出自日本童话《桃太郎》。
カムイ
中津国最北的极寒之地。在阿伊努语里一般为「神圣」的意思。原型是虾夷地。
ウエペケレ
オイナ族族人居住的村子。阿伊努语中为「物语」（故事）的意思。
ヨシペタイ
十分复杂的神秘森林，里面有许许多多的怪物，而最深部为ポンコタン。阿伊努语中为「胃袋森林」的意思。
ポンコタン
ヨシペタイ最深处的小村子。在阿伊努语中为「小村落」（「ポン」为小、「コタン」为村落）的意思。
幽门扉（ゆうもんび）
ヨシペタイ最深部的遗迹。由于门被打开后会被传送到不同的时代不同的地方，因此认为打开此门的同时会招来灾难。
ラヨチ湖
方舟大和沉没的湖，妖怪都是从这里生出的。在阿伊努语中，「ラヨチ」为「虹」的意思，在阿伊努文化中虹是不吉利的事物。
イリワク神殿
为了纪念很久以前オイナ族的勇者打倒双子魔神的神殿。「イリワク」为「兄弟」的意思。
方舟大和（箱舟ヤマト）
在远古的神话时代里，从天上世界（高天原）坠落到ラヨチ湖的巨大船只。而所有怪物都是从这艘方舟中生出的。
实际上开着大和来到中津国的正是牛若，而他一不小心将不祥的常暗之皇带到了现世。
开发中名称为「ムサシ」（武藏），而方舟大和的设定是参考了90年代的月球陨石将生命带到地球的假说。
エゾフジ
カムイ中央位置的巨大山峰。山中有イリワク神殿以及ラヨチ湖，与アフンパラ山相连，是座火山。而「エゾフジ（虾夷富士）」其实是北海道羊蹄山的别名。
高天原（タカマガハラ）
被称为神之国的天上世界，在游戏中只能看到其名字以及很朦胧的形象。也是天神族居住的世界。

## 周边趣闻
- 游戏初期并不是以水墨卡通渲染方式表现画面，而是正统的3DCG。[1]
- 游戏开发初期并不是以日本神话为背景。一开始游戏的设定只是单纯的讲述主人公如何使一个荒废的世界恢复生机，初期设定中恐龙会是敌人。[2]
- 主角天照大神的初期设定中，跳入水里会以海豚方式游泳，而在悬崖边跳起会变成鹰等各种鸟类飞行。[3]
- 游戏中人物发出的声音不是人类语音，而是将各种不相关的语音混杂在一起随机编排出来的声音。有不少玩家第一次接触的时候还以为是游戏BUG。
- 游戏标题《大神》（おおかみ）实际上是一个双关语。在日语中，「おおかみ」不仅可以写成汉字大神，还可以写成汉字狼。在这里表示主角是天照大神同时还是一只狼。

## 游戏音乐
游戏中音乐使用的为传统音乐雅乐，衬托游戏本身的日本风，也因此受到好评。

### 游戏原声集
原声集共5张CD，收录曲目218首。前4张为游戏内背景音乐，第5张为部分音效音乐以及开发音乐等。
| 原声集曲目表 | 原声集曲目表 | 原声集曲目表 | 原声集曲目表 | 原声集曲目表 |
| --- | --- | --- | --- | --- |
| 作曲: · 上田雅美 · 山口裕史 · 近藤嶺 · 海田明里 | | | | |
| Disc 1 - 八歧大蛇篇 1. · 标题 2. · 标题语音 3. · 开始 4. · 序 5. · 诡计 6. · 八岐大蛇复活 7. · 大神天照复活 8. · 主题：「俺」 9. · 诅咒 10. · 伊邪那岐洞窟 11. · 仰望星空 12. · 星座：画龙 13. · 星座完成 14. · 笔神登场 15. · 笔神对话 16. · 笔调系统 17. · 画龙成功 18. · 神隐 19. · 神木村复活 20. · 蜜柑爷爷登场 21. · 妖怪的存在 22. · 退治妖怪 23. · 战斗评价（神） 24. · 神木村 其之一 25. · 神木村 其之二 26. · 挖这里 汪汪 27. · 奇怪形状的萝卜 28. · 须佐之男 开始修行 29. · 须佐之男的乘坐 30. · 诱饵 31. · 须佐之男的训练 32. · 须佐之男的焦虑 33. · 大石头斩断成功 34. · 被诅咒的神州平原 其之一 35. · 被诅咒的神州平原 其之二 36. · 被诅咒的花咲谷 37. · 天邪鬼之宴 38. · 主题：「睡熊」 39. · 紧张的须佐之男 前半 40. · 紧张的须佐之男 后半 41. · 须佐之男的战斗 42. · 塞之芽复活 43. · 花咲谷复活 44. · 花咲谷 45. · 诅咒广场 46. · 大神降临 47. · 神州平原 其之一 48. · 神州平原 其之一 49. · 道场入口 50. · 小柄 鬼斩斋 51. · 主题：「玉屋老师」 52. · 玉屋老师之舞 53. · 主题：「神主ミカヅキ」 54. · 坏人 出现 55. · 坏人 惩罚 56. · 与韦陀天竞赛 开始 57. · 与韦陀天竞赛 58. · 与韦陀天竞赛 胜利 59. · ハラミ湖 | Disc 2 - 赤兜篇 1. · 樱吹雪 2. · 蜜柑爷爷的花之舞 3. · 终于来到此时 4. · 蜜柑变大了 5. · 蜜柑爷爷有危险 6. · 蜜柑爷爷 准备完成 7. · 真神乐 8. · 完全不行 9. · 主题：「咲耶姬」 10. · 真咲耶 前半 11. · 真咲耶 后半 12. · アガタ森林 13. · 笛音 14. · 主题：「牛若」 15. · 牛若登场 16. · 对峙牛若 17. · 牛若之舞 - 与牛若一起玩 18. · 主题：「占卜婆婆」 19. · ツタ卷遗迹 20. · 答选坊 21. · 復甦之泉 22. · 保存进度 其之一 23. · 保存进度 其之二 24. · 大妖怪在等待 25. · 尽头 26. · 天照一发千钧！ 27. · 女郎蜘蛛 登場 28. · 女郎蜘蛛 激怒 29. · 女郎蜘蛛 退治 30. · 无望了！ 31. · 胜利的吼叫 32. · BOSS战完成 33. · 急流直下 34. · 太好了コカリ 35. · 草薙村 其之一 36. · 草薙村 其之二 37. · 主题：「八犬士」 38. · 剪舌爷爷婆婆之家 39. · 恐怖！剪舌爷爷婆婆 40. · 主题：「春雀太夫」 41. · 雀组的老大 42. · 雀组的旅馆 43. · 不可思议的力量 44. · コカリ身在何处 45. · 畳头之战 46. · 弓神大人与月饼 47. · 退治赤兜 48. · 神之怒 | Disc 3 - 水龙篇 1. · 一百年 2. · 骨镞之破天矢 3. · 相信着 4. · 奇稻田姬的决心 5. · 奇稻田姬的乘坐 6. · 牛若之舞 7. · 十六夜之祠 8. · 八岐大蛇 登场 9. · 退治八岐大蛇 其之一 10. · 奇稻田姬的危机 11. · 须佐之男登场 12. · 血盟之言 13. · 真须佐之男 14. · 退治八岐大蛇 其之二 15. · 时机已到 16. · 七字印契 17. · 冲天七生 18. · 凝视的两人 19. · 神木祭 20. · 两岛原 其之一 21. · 两岛原 其之二 22. · 被诅咒的西安京 23. · 再挖挖这里 汪汪 24. · 主题：「葛御」 25. · 发狂的水龙 26. · 西安京 贵族街 其之一 27. · 西安京 贵族街 其之二 28. · 西安京 庶民街 其之一 29. · 西安京 庶民街 其之二 30. · 使者 31. · 欢乐御描绘 32. · 椿神乐 33. · 满开的樱花 34. · 主题：「辉夜姬」 其之一 35. · 主题：「辉夜姬」 其之二 36. · 钢铁竹筒 发射升空 37. · 辉夜姬的出发 38. · 女王卑弥呼的神殿 39. · 蚊帐的深处 40. · 女王卑弥呼的悲哀 41. · 主题：「虎鲸丸」 42. · 跌下去 43. · 一直在一起！ 44. · 不可思议之泉 45. · 帮忙钓鱼 46. · 与一寸法师玩耍 47. · 龙宫 48. · 水龙体内 49. · 水龙体内 逃走 | Disc 4 - 剩余 1. · 鬼岛 2. · 退治妖魔王九尾 3. · 主题：「オキクルミ」 4. · 极北之国 カムイ 其之一 5. · 极北之国 カムイ 其之二 6. · ウエペケレ 其之一 7. · ウエペケレ 其之二 8. · オキクルミ的宿命 9. · 主题：「小咲耶」 10. · 神木村的悲哀风俗 11. · エゾフジ イリワク神殿 12. · 真正的强大 13. · 勇者オキクルミ 14. · 退治双子魔神モシレチク、コタネチク 15. · 双子魔神的魔術 16. · 约定 17. · 别离之时 18. · 觉悟者 19. · 牛若 最后之舞 20. · 主题：「天神族」 21. · 玄冬之蚀 22. · 沉没的太阳 23. · 牛若的宿命 24. · 主题：「月之民」 25. · 常暗之皇 26. · 「Reset」～ 感谢版 27. · 大神 白野威 28. · 升起的太阳 29. · 继续履行 30. · 往高天原 31. 平原绫香 Reset 32. · 完结 | Disc 5 - 印象曲 1. · 四叶草出现 2. · 取得道具 3. · 获得道具 4. · 宝箱出现 5. · 取得贵重品 6. · 升级 7. · 大神降临 其之一 8. · 大神降临 其之二 9. · 大神降临 其之三 10. · 小得奖 11. · 中得奖 12. · 大得奖 13. · 特当得奖 14. · 奇迹 15. · 升天 16. · 童谣 其之一 17. · 童谣 其之二 18. · 童谣 其之三 19. · 社内简报 Type A 20. · 社内简报 Type B 21. · 四叶草工作室设立发表会 22. · TGS'04 展示 23. · E3 2005 展示 24. · TGS'04 展示 25. · 大神印象曲 原型 其之一 26. · 大神印象曲 原型 其之二 27. · 大神印象曲 原型 其之三 28. · ウエペケレ原型 其之一 29. · ウエペケレ原型 其之一 30. · 请期待下回！ |

### 钢琴编曲版
于2007年6月20日发售的钢琴改编曲版，收录10首曲目。
| 钢琴编曲版曲目表 |
| --- |
| 曲目： 1. 被诅咒的神州平原 2. 辉夜姬的出发 3. 主题：「虎鲸丸」 4. 水龙的体内 5. ウエペケレ 6. 主题：「天神族」 7. 常暗之皇 8. 升起的太阳 9. 继续旅行 10. Reset |

### ED单曲
「Reset」：演唱者平原绫香，收录于大神原声集。歌词含有大神故事印象的内容，在游戏中会在最后Staff处播放。

## 评价
| 汇总媒体     | 得分                                   |
| ------------ | -------------------------------------- |
| GameRankings | (PS2) 92.65% (PS3) 90.30% (Wii) 90.02% |
| Metacritic   | (PS2) 93/100 (PS3) 90/100 (Wii) 90/100 |
| MobyGames    | (PS2) 4.3/5 (Wii) 4.1/5 (PS3) 4.0/5    |

| 媒体                    | 得分                                  |
| ----------------------- | ------------------------------------- |
| 1UP.com                 | A                                     |
| Eurogamer               | (PS2) 10/10 (Wii) 10/10 (PS3) 9/10    |
| Game Informer           | (PS2) 9.5/10 (Wii) 9.25/10            |
| GameSpot                | 9.0/10 (PS2) 9.0/10 (Wii)             |
| IGN                     | 9.1/10 (PS2) 9.0/10 (Wii) 9.4/10(PS3) |
| 任天堂力量              | 7.5/10 (Wii)                          |
| 英国PlayStation官方杂志 | 8/10 (PS3)                            |
| X-Play                  | 5/5 (PS2) 5/5 (Wii)                   |

### 正面
该作在画面技术（3DCG）、剧本、音乐上评价颇高。在日本游戏杂志中《Fami通》中更以39分（10/10/10/9）获得白金评价，是少数能比肩最終幻想系列、瑪利歐系列、潛龍諜影系列等优秀作品的原创游戏。充满亲和力的游戏故事，适当的游戏长度以及各种幽默元素使不怎么接触动作冒险游戏的玩家都能找到乐趣。

### 负面
该作的负面评价主要来自于商业成就上。该作销量并不理想，即典型的叫好不叫座，当年日本PS2版本销售量仅仅14万。另外由于照顾到非核心玩家，游戏中的谜题提示过多，而且战斗难度偏低，这令不少核心玩家感到失望，甚至引起抱怨。

### 获奖
2006年度
- 日本文化厅媒体艺术祭  娱乐部门大奖
- Fami通年度优秀奖  最佳游戏设计奖
- IGNThe Best of 2006的 Overall Game of the Year（页面存档备份，存于） 最优秀奖

2007年度
- 日本游戏大奖  优秀奖

## 相关图书
设定画集《大神繪草子·絆》，ISBN 978-4-86233-088-8

## 复刻与续作

### Wii版本
以在屏幕上“绘画”式的操作游玩，这个特点令许多记者和玩家一致认为《大神》很适合NDS和Wii这两个适于进行绘画操作的主机。在游戏发售后，业内传闻这游戏可能移植到上述的主机上，不过稻叶敦志本人表示“《大神》作为一款动作性游戏不适合该主机”，而卡普空官方亦声明“无关于Wii版本《大神》的计划”。
然而在2007年英国Gamers Day展会上，卡普空宣布Ready at Dawn将负责移植和研发Wii版本的《大神》，其最初预计发售日在2008年3月，不过后来延期至2008年4月。
Wii发行版支持了体感操作，480p逐行画面输出以及16:9的宽屏电视制式，不过没有PS2版本读盘画面的迷你游戏，并且删除了结尾四葉草工作室的原班制作群影片。结尾制作群被删除一事令神谷英树很遗憾，因为一并拿掉的还有游戏的“心血”，即“一个想法、感情和表意的集合”。他称：
|  | （制作名单是）每个参与制作的人的心血。这集合到一起的片刻快乐时光，是为了献给体验过这段旅程的玩家。这是一个特别时刻专用的特别制作名单。现在它没有了，全没了。……真是令人难以置信的失望和悲哀。 |

卡普空发言人则表示，这段预先做好的影片里包括了四葉草工作室的标志，他们“在法律上无权在一个四葉草小组不直接参与制作的游戏里用他们的标志”。Ready at Dawn的创始人之一Didier Malenfant则声明Wii版本占用的光盘空间比PlayStation 2版本更大，所以这段影片被删除，以保证所有内容可以放在一张盘上。
有玩家发现北美Wii版本的《大神》在封面上有IGN的水印，最终发现图片原本来自IGN的网站。为了弥补这次失误，卡普空承诺在一段时间内对北美用户提供三个版本的封面更换（含两个无字版），此后不再提供官方邮递，但是放出了这三个版本的封面PDF供自由下载和打印。欧洲版本封面没有这个问题。
在之后于2009年10月15日发表的日本版Wii移植版中，结尾制作群影片被重新完整加入，并且在导演松下邦臣的要求下对游戏的操作性进行了调整。预约购入版附赠精选42曲游戏内音乐的《大神 名曲集》CD。

### 高清版
在2012年6月，卡普空宣布将计划于2012年末向全世界范围内的PS3主机发行名为《大神 绝景版》的复刻版游戏，该版本由卡普空和HexaDrive合作操刀制作，将针对PS3的机能对游戏进行彻底的高清重制。此外，游戏将对应PlayStation Move的体感操作，并加入PS3的奖杯成就。复刻版游戏在日本有实体包装销售，在北美和欧洲将会通过PlayStation Network在线销售。PS3日版於2012年11月1日發售。
在2017年9月，卡普空宣布《大神 绝景版》將於同年12月12日在PlayStation 4、Xbox One、Windows等平台發售。該版本支援4K解析度、提供4:3和16:9兩種螢幕比例，此外在PS3版中刪除的讀取畫面互動小遊戲也重新回歸，不過遊戲幀率仍然維持在30FPS。

### 续作
卡普空于2010年9月30日推出续作《大神传 ～小小太阳～》（大神伝～小さき太陽），对应平台为NDS。故事发生在前作的九个月之后，玩家操作相貌类似天照但外形是小狗模样的小照（チビテラス）展开冒险。游戏依然保留了特色的笔调系统，并针对NDS的触摸屏进行了改动。
卡普空于2024年12月13日的游戏大奖2024上宣布将制作《大神》续作，由神谷英树继续担任游戏总监。